# Friedrich Ludwig Schröder

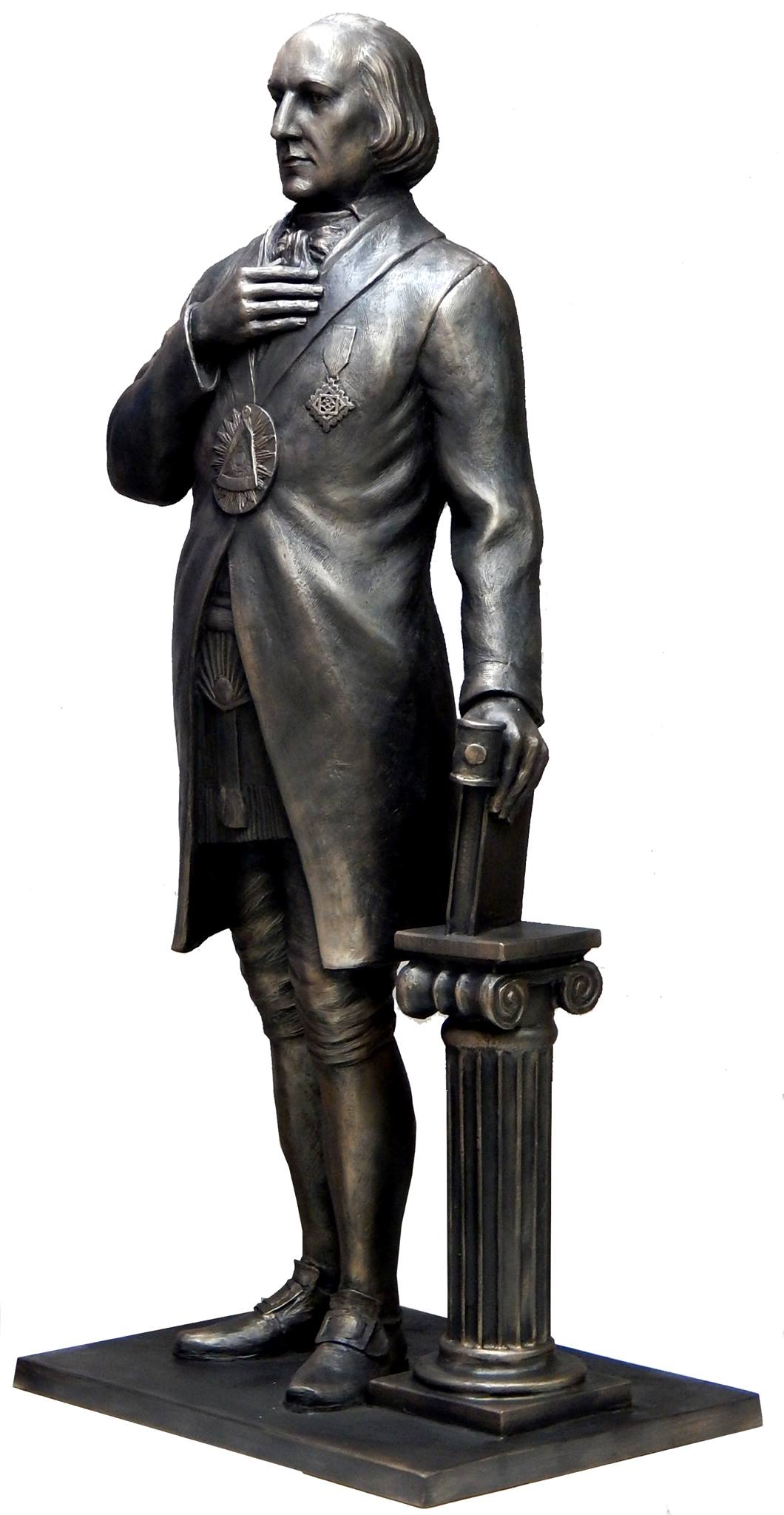
Rekonstruktion der durch die Nazis zerstörten Schröder-Statue im Logenhaus Welckerstraße in Hamburg.

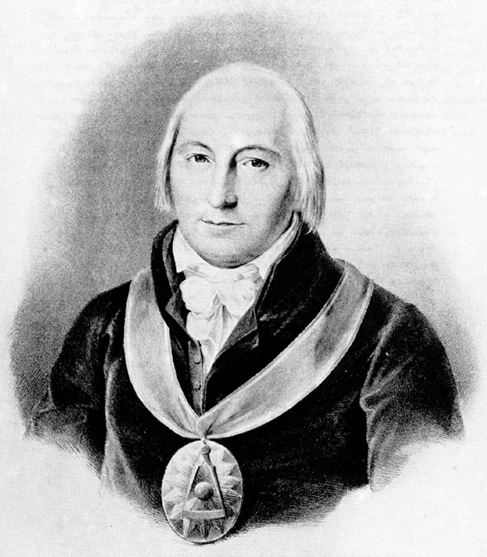
Friedrich Ludwig Schröder

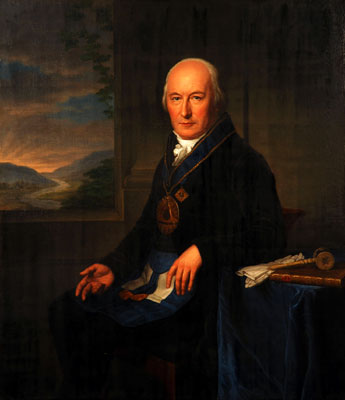
Friedrich Carl Gröger: Friedrich Ludwig Schröder

Friedrich Ludwig Schröder, Porträt im Almanach

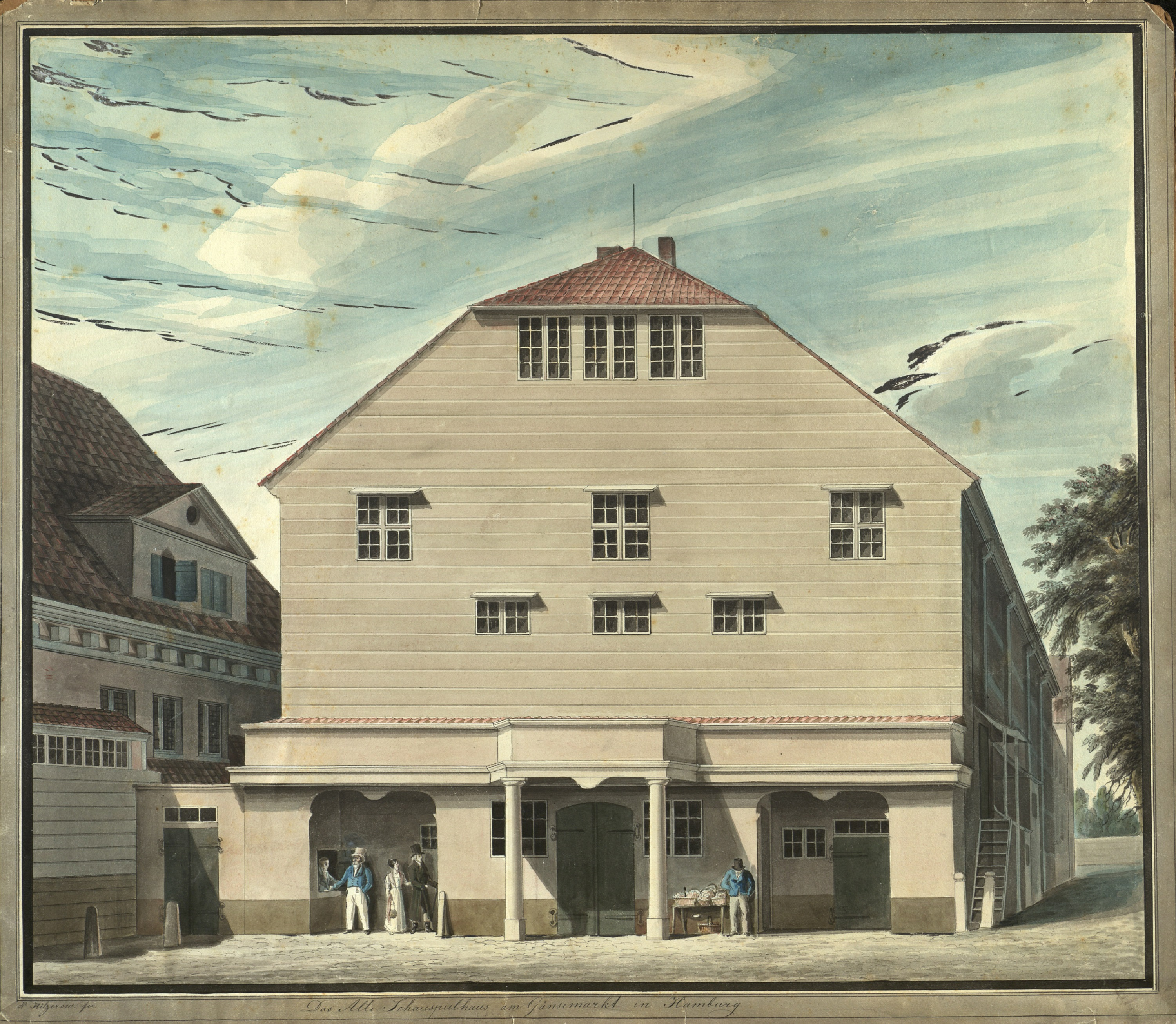
Altes Theater am Gänsemarkt in Hamburg bis 1827

Friedrich Ludwig Schröder (* 3. November 1744 in Schwerin; † 3. September 1816 in Rellingen) war ein deutscher Schauspieler, Theaterdirektor und Dramatiker. Als Reformer der Freimaurerei begründete er ein eigenes Ritualwerk, die sogenannte „Schrödersche Lehrart“, die noch heute von vielen Logen – auch außerhalb Deutschlands – gepflegt wird.

## Leben und Werk

### Herkunft und Jugend
Seine Mutter Sophie Charlotte Schröder (geborene Biereichel und Witwe des Organisten Schröder zu Berlin) hatte sich in zweiter Ehe 1749 in Moskau mit dem Schauspieler Konrad Ernst Ackermann verheiratet. Mit ihr durchzog Schröder Kurland, Preußen und Polen und trat mehrfach in Kinderrollen auf, kam dann auf das Friedrichskollegium zu Königsberg, wurde aber dort von seinen Eltern 1756 verlassen und fand bei einem Schuhflicker, dann bei einem Seiltänzer ein Unterkommen. 
1759 ging er zurück zu seinen Eltern in die Schweiz, wo er sich zum Schauspieler und Tänzer ausbildete. Nachdem er die Schweiz und die Rheingegenden durchzogen hatte, trat er mit der Ackermannschen Gesellschaft 1764 in Hamburg auf und glänzte anfangs besonders als Ballettmeister und im Lustspiel, ging aber dann zum tragischen Fach über und gelangte darin zu hoher Meisterschaft.

### Schauspieler und Theaterdirektor
Schröder lernte den Aufklärer Gotthold Ephraim Lessing kennen, als dieser 1767 für drei Jahre nach Hamburg zog, um dort als Dramaturg und Kritiker für das Hamburger Nationaltheater zu arbeiten. Das Theater musste aber schon 1769 aus finanziellen Gründen schließen.
Nach Ackermanns Tod im Jahr 1771 übernahm Schröder mit seiner Mutter die Direktion der Hamburger Bühne und machte sich durch sein Lustspiel Der Arglistige, dem bald mehrere andere folgten, als dramatischer Schriftsteller einen Namen, während er durch seinen Einfluss auf die Verbesserung des deutschen Theaters überhaupt einwirkte, indem er auf Einheit und kräftiges Zusammenwirken aller Teile zur Erreichung des Gesamtzwecks hinarbeitete und auf Sittlichkeit und Ordnung unter der Gesellschaft hielt. Berthold Litzmann beschreibt Schröders Wirken in seiner ersten Hamburger Zeit:

„Die beiden Ziele, auf deren Verwirklichung er vom ersten Augenblicke seiner Direktionsführung hingearbeitet hat, lassen sich in zwei Worten zusammenfassen: Erziehung seines Publikums von dem Standpunkt einer blos müßigen Schaugelüsten frönenden kritiklosen Menge, zu der Einsicht eines, mit Geschmack nach höheren Gesichtspunkten, Dichtung und Darsteller beurteilenden Parterres, und zweitens, die moralische und zoziale Hebung seines Standes.“

Am 26. Juni 1773 heiratete Schröder die Schauspielerin Anna Christina Schröder, mit der er oft gemeinsam auf der Bühne stand. Besondere Verdienste erwarb er sich um die Einbürgerung der von Christoph Martin Wieland übersetzten Shakespeareschen Trauerspiele auf der deutschen Bühne. 1780 unternahm Schröder eine große Kunstreise durch Deutschland, besuchte auch Paris und folgte 1781 einem Ruf an das Wiener Hoftheater, kehrte aber bald nach Hamburg zurück, wo er bis 1798 wieder das Theater leitete, bevor er sich auf ein kleines Landgut in Rellingen zurückzog, um als Schriftsteller tätig zu sein.
1811 übernahm er die Leitung der Bühne von neuem. Als tragischer Schauspieler zeichnete er sich besonders als Lear, als Philipp II. in Schillers Don Carlos und Otto von Wittelsbach aus, war aber auch in komischen Rollen von Bedeutung und wirkte besonders durch die Wahrheit und Einfachheit seines Spiels.

### Reformer der Freimaurerei

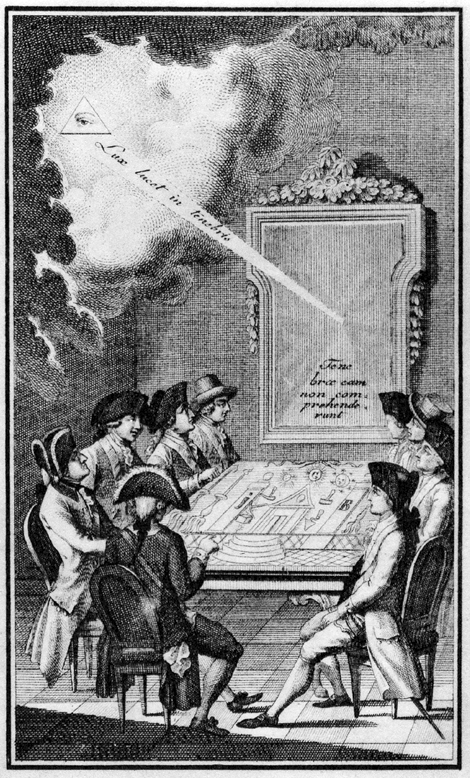
Freimaurerische Arbeit im 18. Jahrhundert

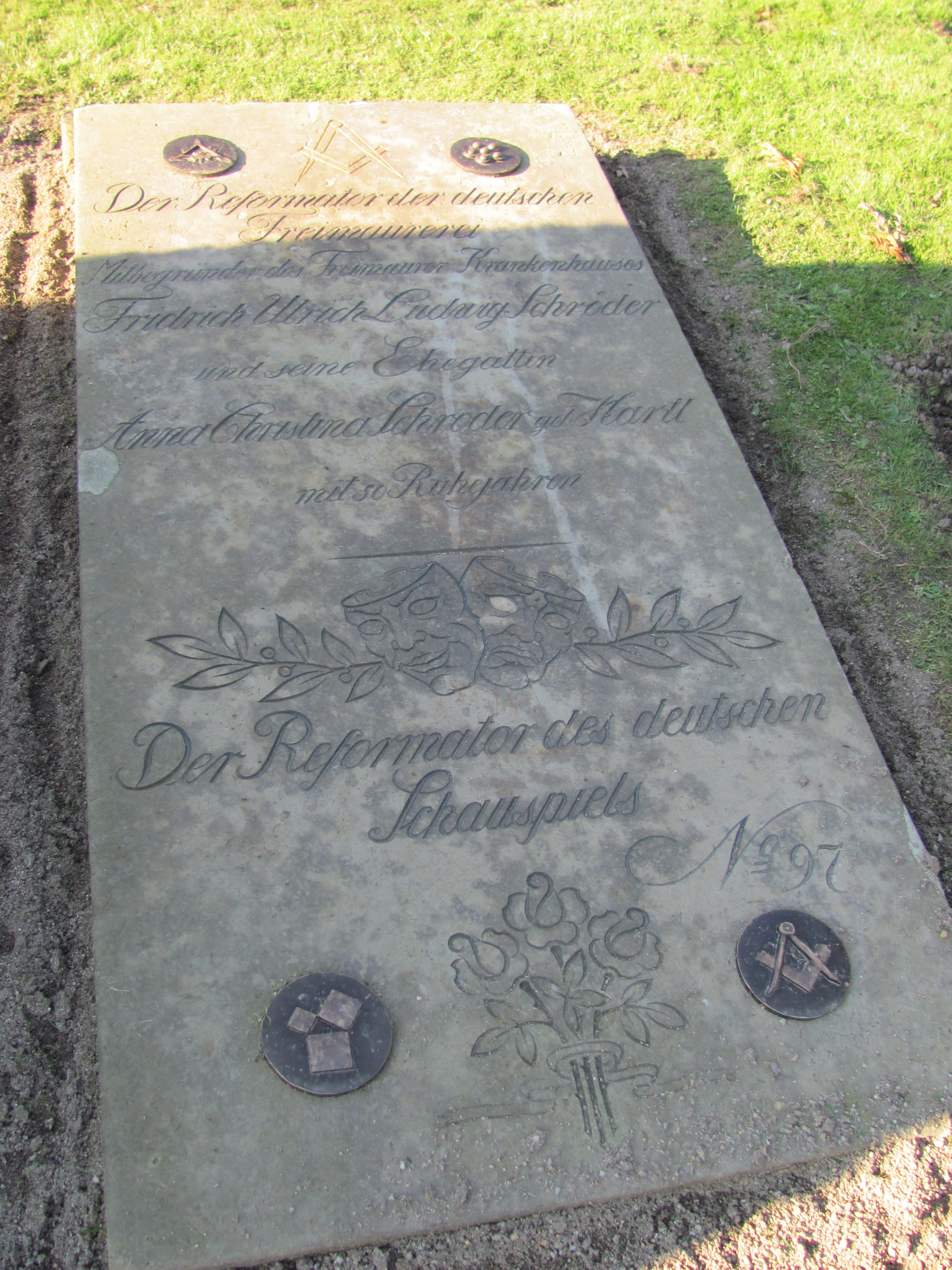
Grabplatte Friedhof Ohlsdorf

Bereits im Jahr 1774 war Schröder auf Vorschlag Johann Christoph Bodes ohne Ballotage in der Hamburger Freimaurerloge Emanuel zur Maienblume initiiert und aufgenommen worden, wo er 1775 den Meistergrad erhielt und zu deren Meister vom Stuhl er 1787 benannt wurde. 1792/93 wurde er Mitglied der Loge 'Einigkeit und Toleranz'. Im Jahr 1795 wurde auf seine Initiative hin das Freimaurerkrankenhaus in Hamburg eröffnet. 1811 regte er an, dass sich die Große Loge von Hamburg als eigenständige Großloge etablieren solle, der er dann von 1814 bis zu seinem Tod als Großmeister vorstand. Neben seinem Wirken in der Loge Emanuel zur Maienblume gründete Schröder auch eine eigene Winkelloge Elise zum warmen Herzen, die hauptsächlich für Schauspieler gedacht war und bis 1777 bestand. Er war Mitbegründer des 'Engbundes' und Mitarbeiter am 'Bund der deutschen Freimaurer' und später am 'Bund der Einverstandenen'.
In der zweiten Hälfte des 18. Jahrhunderts hatte sich mit der sogenannten „Strikten Observanz“ ein komplexes System von hierarchischen Abstufungen in der europäischen Freimaurerei, angelehnt an die englische Lehrart mit Hochgradsystem, etabliert. Zu Beginn der 1780er Jahre begann eine Gegenbewegung einzusetzen, die sich wieder auf das alte Ritual der drei Grade (Lehrling – Geselle – Meister) besann. In diesem Reformprozess forderte  Georg Heinrich Sieveking darüber hinaus die Abschaffung der „Hieroglyphen und Symbole“ und bezeichnete diese und die Gebräuche als Farce. Schröder antwortete darauf mit seiner Rede über „Sittlichkeit und Gefälligkeit als Urstoff der Freundschaft sowie über unsere Bilderzeichen und Geheimnisse“ in seiner Loge Emanuel zur Maienblume. Darin setzte er diese Forderung mit der Auflösung der Freimaurerei gleich und zeigte deren Relevanz für die große Bruderkette auf. Dies führte zu Rededuellen zwischen beiden und resultierte schließlich darin, dass Sieveking am 10. April 1790 sein Amt als Meister vom Stuhl der Hamburger Loge „St. Georg zur grünenden Fichte“ (gegr. 1743), niederlegte und sein bisheriges Engagement in der Freimaurerei aufgab.
Da die alten englischen Originaltexte jedoch verlorengegangen waren, machte man sich daran, die Rituale zu rekonstruieren. Hierbei kommt Schröder ein besonderes Verdienst zu. Als historischer Autodidakt sammelte er Materialien zur Geschichte der Freimaurerei seit ihrer Entstehung bis 1723, die er im Jahr 1815 veröffentlichte. Aufgrund dieser Studien schuf er deutsche Rituale für die drei Grade, die noch heute als Schrödersche Lehrart in Gebrauch sind und sich durch ihre schlichte Klarheit und rituelle Dynamik, sowie einem Bekenntnis zur „Idee des Republikanismus“ auszeichnen. Der maurerische Forscher Ignaz Aurelius Feßler in Berlin (eine Illuminatenmitgliedschaft von ihm ist umstritten) arbeitete an einer ähnlichen Reformierung, schlug aber schließlich einen eigenen Weg ein.
Seine Grabstätte befindet sich auf dem Friedhof Ohlsdorf.

### Familie
Schröder heiratete 1773 die Schauspielerin Anna Christina Hart (1755–1829).
Sein unehelicher Sohn Carl Friedrich Heiberg, den er mit seiner Pflegetochter Anna Maria von Schwarzenfeld (um 1771–1846) bekommen hatte, war Rechtsanwalt, Politiker und Buch- und Musikalienhändler, dessen Sohn Hermann Heiberg Schriftsteller.

## Werke (Auswahl)
- Der Vetter in Lissabon (1784)
- Theatergesetze (1787)
- Materialien zur Geschichte der Freymaurerey seit der Wiederherstellung der großen Loge in London, 5717, 4 Bände, Geheimdruckerei, Rudolstadt 
  - Band 1: 1717 – 1763, Rudolstadt 1806 (2. Auflage), Digitalisat Münchener Digitalisierungszentrum
  - Band 2: 1764 – 1774, Rudolstadt 1774, Digitalisat Münchener Digitalisierungszentrum
  - Band 3: 1775 – 1782, Rudolstadt 1782, Digitalisat Münchener Digitalisierungszentrum
  - Band 4:
- Materialien zur Geschichte der Freimaurerei seit ihrer Entstehung bis 1723 (1815)

Übersetzungen
- Charlotte Lennox: Was seyn soll, schickt sich wohl. Übersetzt von Friedrich Ludwig Schröder. Herold, Hamburg 1782.
- Carlo Goldoni: Der Diener zweier Herren. Komödie. Nach der deutschen Bearbeitung von Friedrich Ludwig Schröder neu durchgesehen und mit einem Nachwort von Otto C. A. zur Nedden. Reclam, Stuttgart 1977.